# Mikrofonkåt (bok)
Mikrofonkåt är en bok om svensk hip-hop, skriven av journalisten Fredrik Strage. Titelnamnet kommer från rapartisten Petters debutalbum. I boken skriver Strage om svenska rapartister som Petter, Ken Ring, Big Fred, Kashal-Tee, Feven, Organism 12, Pst/Q med flera.
Boken har bland annat belönats med ett pris av Nöjesguiden, "Årets bästa läsning 2001".

## Utgåvor
- Strage, Fredrik (2001). Mikrofonkåt (1. uppl.). Stockholm: Atlas. Libris 7777564. ISBN 918904469X
  - Strage, Fredrik (2014). Mikrofonkåt [Elektronisk resurs]. Atlas. Libris 13525423. ISBN 9789173898829